# Богородское (Середское сельское поселение)
Богородское — деревня в Даниловском районе Ярославской области. Входит в состав Середского сельского поселения, относится к Семловскому сельскому округу.

## География
Расположена в 20 км на север от центра поселения села Середа и в 16 км на юго-восток от райцентра города Данилова.

## История
Каменный храм во имя Успения Пресвятой Богородицы с ярусной колокольней построен в 1804 году на средства прихожан. В 1883 году в зимней церкви построен придел на пожертвования даниловского мещанина Макария Яковлевича Пальмина. Престолов было три: во имя Успения Пресвятой Богородицы; во имя иконы Божией Матери, именуемой "Знамение"; во имя святителя Николая, архиепископа Мир Ликийских, чудотворца. 
В конце XIX — начале XX века село входило в состав Положниковской волости Даниловского уезда Ярославской губернии.
С 1929 года село входило в состав Яковлевского сельсовета Даниловского района, с 1954 года — в составе Марьинского сельсовета, в 1980-х годах в составе Семловского сельсовета, с 2005 года — в составе Середского сельского поселения.

## Население
| 1859 | 2002 | 2007 | 2010 |
| ---- | ---- | ---- | ---- |
| 72   | ↘12  | ↘7   | ↗10  |

## Достопримечательности
В селе расположена недействующая Церковь Успения Пресвятой Богородицы (1804).